# María Eugenia Gil Soriano
María Eugenia Gil Soriano (Mèrida, Extremadura, 15 de gener de 1996) és una àrbitre de futbol espanyola de la Primera Divisió Femenina d'Espanya. Pertany al Comitè d'Àrbitres de Galícia.

## Trajectòria
Va ascendir a la màxima categoria del futbol femení espanyol l'any 2019, la Primera Divisió Femenina d'Espanya. En 2022 va dirigir una de les semifinals de la Supercopa d'Espanya femenina 2022.

## Temporades
| Categoria       | País    | Any   |
| --------------- | ------- | ----- |
| Primera Divisió | Espanya | 2019- |